# Ville Itälä

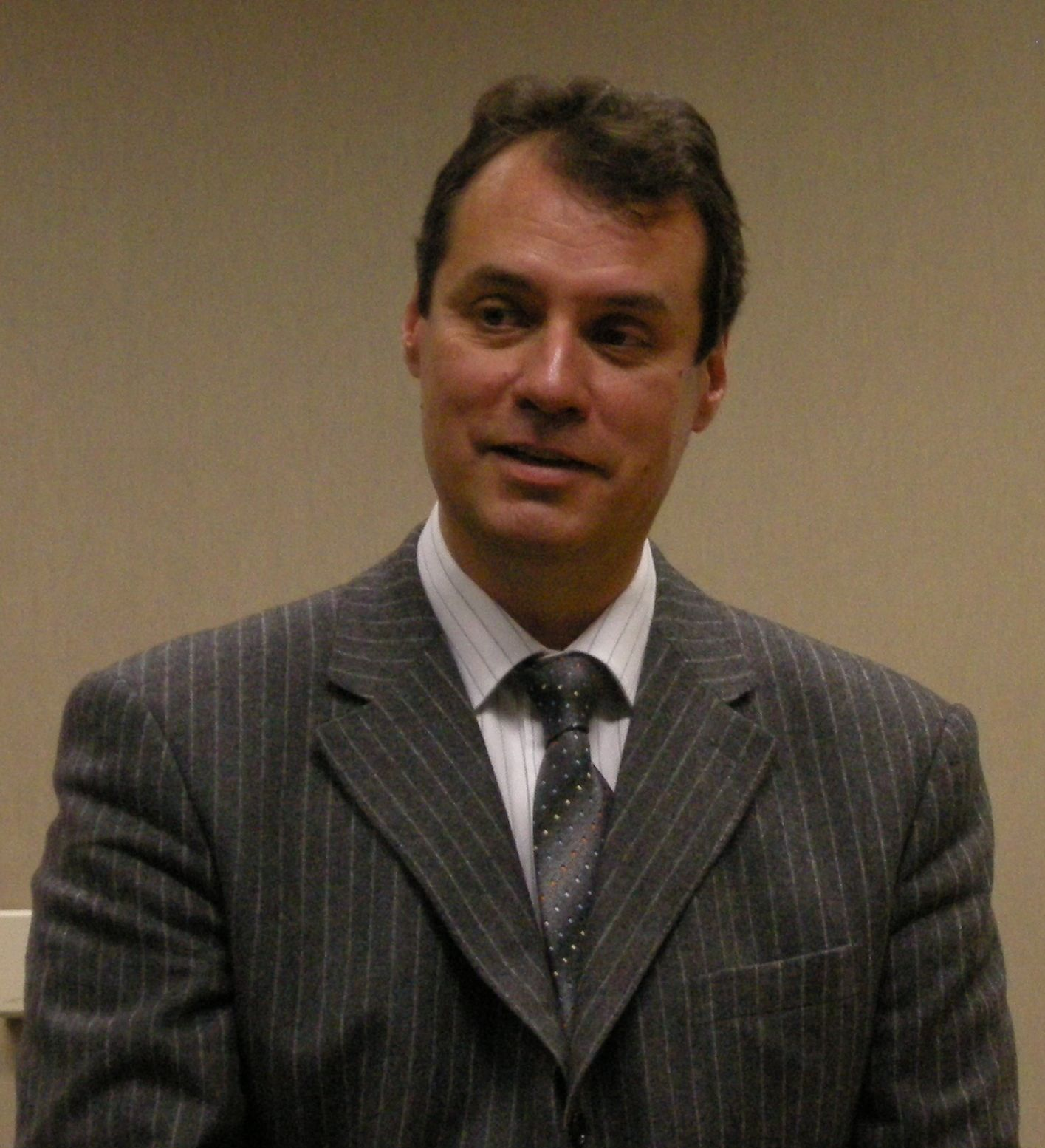
Ville Itälä

Ville Itälä este un om politic finlandez, membru al Parlamentului European în perioada 2004-2009 din partea Finlandei.
1. ↑  Ville   Itälä, Uppslagsverket Finland
2. ↑  Deputații în Parlamentul European